# Hamilton Naki
Hamilton Naki (26 de junio de 1926 – 29 de mayo de 2005) fue un médico cirujano y maestro sudafricano, sin ninguna formación académica, al que se ha reconocido por colaborar con el doctor Christiaan Barnard en las investigaciones que dieron origen al primer trasplante de corazón exitoso; se le ha atribuido además intervención en el proceso del trasplante.

## Biografía
Naki nació en 1926 en una familia pobre en Ngcingane, una pequeña aldea en Cabo del Este. Completó la educación primaria en ese mismo lugar y a los 14 años fue en busca de trabajo a Cape Town. Fue empleado por la Universidad de Ciudad del Cabo como jardinero.

## Carrera médica
Naki fue seleccionado por Robert Goetz de la Facultad de Medicina de la universidad de Ciudad del Cabo, para trabajar en los laboratorios de la clínica, donde ayudó inicialmente con los cuidados de los animales del laboratorio (una tarea tediosa y desagradecida). Por ejemplo, Goetz menciona que le pidió ayuda para sostener una jirafa mientras él la operaba. Muy pronto se vio involucrado en procedimientos quirúrgicos en el laboratorio, incluyendo suturas y analgésicos, así como cuidados después de la operación. A pesar de su carencia de estudios formales, su técnica y capacidad fueron reconocidas, y recibió un permiso especial para continuar la investigación en los laboratorios con animales, incluyendo trasplantes, aunque nunca pudo ser reconocido ni trabajar como médico con humanos. Esto ocurrió en la época del apartheid.
Naki se convirtió en uno de cuatro técnicos del laboratorio de investigación de la Facultad de Medicina. Asistió a los cirujanos jóvenes en sus entrenamientos en el laboratorio animal, donde éstos realizaban investigaciones en trasplante de riñones, corazón, e hígado, para obtener experiencia. A pesar de ser enumerado en los expedientes del hospital como un limpiador o jardinero, le pagaron el sueldo de un técnico de laboratorio mayor, la paga más alta que el hospital podía dar a alguien sin un diploma.

## Retiro
Naki se retiró en 1991 con una pensión de jardinero, y tras el fin del apartheid, recibió en 2002 un reconocimiento por su trabajo: la Orden Nacional de Mapungubwe en bronce y un grado honorario en medicina de la universidad de Ciudad del Cabo en 2003. Durante su retiro, arregló un autobús para convertirlo en una clínica móvil. Murió el 29 de mayo de 2005, a la edad de 78 años.

## Controversia
Con el reconocimiento tras el fin del apartheid, la figura de Naki fue mundialmente reconocida, y por la presión mediática parece que llegó a decir que participó en el primer trasplante de corazón extrayendo el corazón del donante. Sin embargo, varias fuentes indican que no fue así, sin dejar de reconocer su contribución y su excepcional carácter. Otra fuente cita al famoso doctor Barnard revelando el talento y gratitud hacia Hamilton Naki, incluso afirmando que Naki era técnicamente mejor que él.